# きたやまようこ
きたやま ようこ （北山 葉子、1949年〈昭和24年〉5月15日 - ）は、東京都出身の絵本作家、翻訳家である。イヌを題材にした絵本を多数著し、世代を越えた人気がある。
神奈川県海老名市の自宅と北海道帯広市に構えたアトリエを行き来しつつ創作活動を行っている（2024年時点）。

## 来歴・人物
文化学院芸術科卒。結婚後女児を出産し3歳ぐらいの頃に出版社への持ち込みをしていたところ、1975年12月、赤ちゃん向け創作絵本の『ただいまー』『いただきまーす』『また あしたね』（いずれも偕成社、全国書誌番号:45006457・全国書誌番号:45003894・全国書誌番号:45006870）の3冊同時刊行にて、絵本作家としてデビュー。
それ以降、多くの絵本、紙芝居、翻訳等を手掛ける。衝動買いしたシベリアン・ハスキーを育てるため、1年間「犬育て休業」と称して作家活動を休んだほどの犬好きである。その経験を活かし、飼い犬を主人公にして家族、散歩中に出会う人／犬／猫らとの交流を描いた『ゆうたくんちのいばりいぬ』シリーズを刊行。同シリーズで1989年に講談社出版文化賞絵本賞を受賞した。更に1993年に『りっぱな犬になる方法』と『じんぺいの絵日記』で路傍の石幼少年文学賞、2009年に『いぬうえくんがわすれたこと』で産経児童出版文化賞産経新聞社賞を受賞した。
『犬がおしえてくれた本』シリーズ（『イヌとイスの見分け方』（1994年）、『なかよし取扱説明書（犬式）』（1995年））には大人のファンも多い。ケータイ絵本も配信しており、人気の犬のキャラクターなどが登場する。
『ゆうたくんちのいばりいぬ』シリーズでは、犬が自分を「おれ」、飼い主の少年ゆうたを「おまえ」と呼ぶ。この表現について、「乱暴な言葉遣いを訂正せよ」と出版社からクレームがついたが、アンケート結果等に支えられて当初の形のまま刊行することができた。
2018年11月、絵本『ゆうたくんちのいばりいぬ』シリーズ誕生30周年記念に、『ゆうたのおじいちゃん』『ゆうたのおばあちゃん』（あかね書房、ISBN 978-4-251-00108-5・ISBN 978-4-251-00109-2）が2冊同時に刊行された。

## 代表作
- 『おにのこあかたろうのほん』シリーズ
- 『ヒッポちゃんのおとなりさん』シリーズ
- 『ぼくのポチブルてき生活』シリーズ
- 『いぬうえくんとくまざわくん』シリーズ
- 『こぶたのあかちゃん』シリーズ
- 『ゆうたくんちのいばりいぬ』シリーズ
- 『わかもとの知恵』（著：筒井康隆　発行：金の星社）
- 『犬がおしえてくれた本』シリーズ
- 『きゅっきゅっえほん』シリーズ